# Nannerl Notenbuch

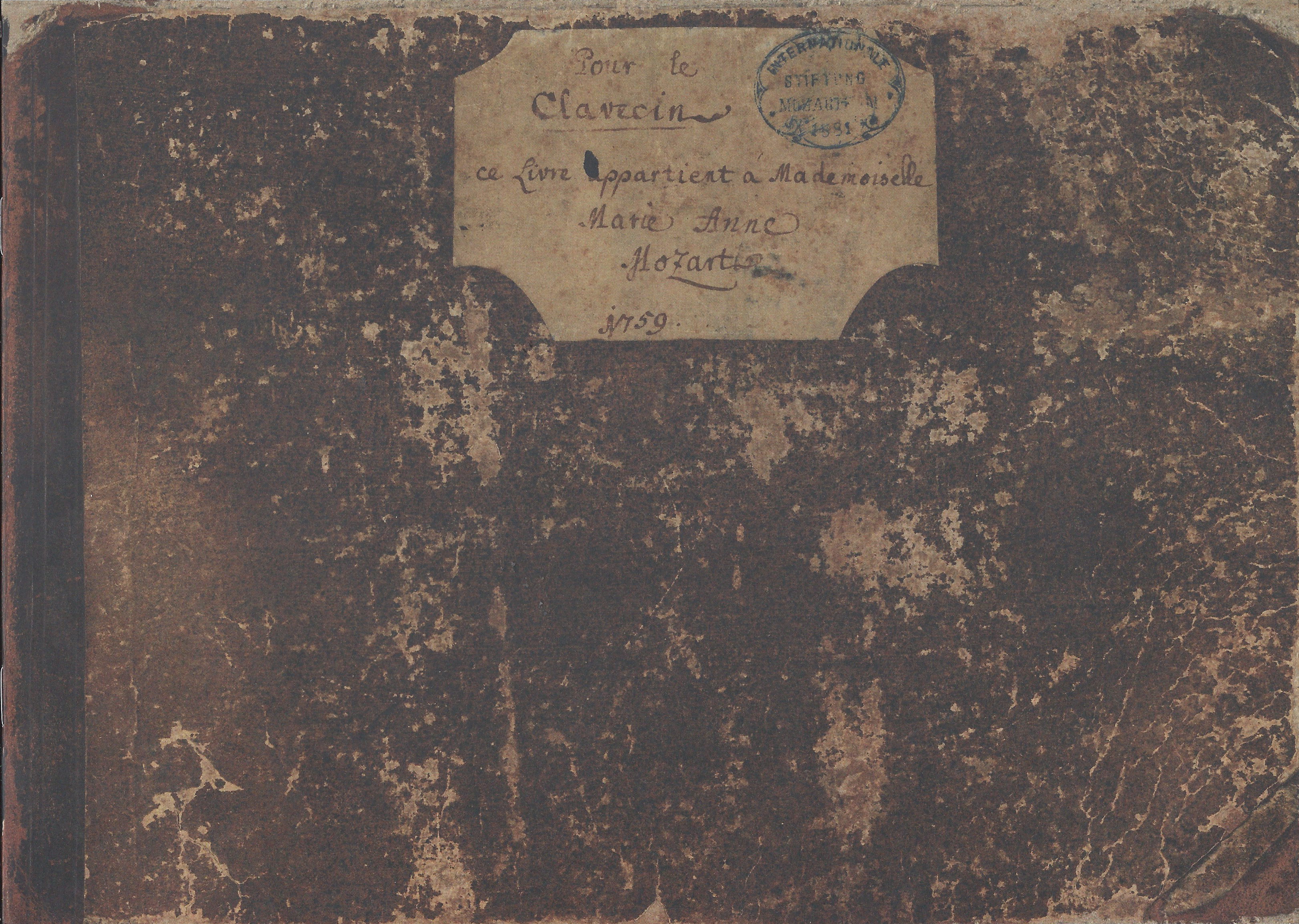
La cubierta.

El Nannerl Notenbuch o Notenbuch für Nannerl (en español, Cuaderno de Nannerl) es un libro en el que Leopold Mozart, entre 1759 hasta alrededor de 1764, escribió piezas para su hija, Maria Anna Mozart (conocida como "Nannerl"), para enseñarle a tocar. Su hijo Wolfgang también usó el libro, que recoge sus más tempranas composiciones, algunas de ellas redactadas por su padre, cuando el pequeño Wolfgang aún no sabía escribir. El libro contiene breves y sencillas piezas para teclado (normalmente, para clavicémbalo), apropiadas para principiantes; hay muchos minuetos anónimos, algunos escritos por Leopold, y el resto, de otros compositores, entre ellos de Carl Philipp Emanuel Bach y de Georg Christoph Wagenseil. Contiene también algunos ejercicios de técnica, una tabla de intervalos musicales, y algunos esquemas de bajo continuo modulantes. El cuaderno constaba originalmente de cuarenta y ocho páginas encuadernadas de papel pautado, de las cuales tan solo se han conservado treinta y seis, con algunos fragmentos de las doce páginas restantes identificados en otras colecciones.

## Descripción delNotenbuch
En un principio, el Notenbuch era un volumen encuadernado de cuarenta y ocho páginas de papel pautado, con ocho pentagramas por página. Inscrito con las palabras Pour le clavecin (en francés, Para el clavicémbalo), se lo regalaron a Nannerl con ocasión de su octava onomástica, el 26 de julio de 1759 (o posiblemente para su octavo cumpleaños, que cayó el día 30 de ese mismo mes). En el transcurso de los cuatro años siguientes, el cuaderno fue llenándose gradualmente de piezas copiadas por Leopold y por dos o tres copistas anónimos de Salzburgo. Se cree que Wolfgang copió cuatro de las piezas que contiene el cuaderno. Curiosamente, ninguna de las piezas fue inscrita por la propia Nannerl.
Años después, por una razón u otra, se arrancaron doce páginas individuales del cuaderno. De ellas, cuatro se consideran perdidas hoy en día, pero las ocho restates han sido identificadas por Alan Tyson (1987):
- dos páginas en la Biblioteca Nacional de Francia, París;
- una en el Museo Carolino Augusteum, Salzburgo;
- dos en la Biblioteca Pierpont Morgan, Nueva York;
- una en la Universitätsbibliothek, Leipzig;
- una sobrevive solo como facsímil y contiene los compases iniciales del Andante en si bemol mayor (KV 5b);
- una, hoy en día en una colección privada, consiste en una única hoja que contiene el resto del KV 5b.

Las cuatro páginas perdidas han sido reconstruidas de forma hipotética basándose en distintas fuentes (cartas de Nannerl y la biografía de Mozart de Georg Nikolaus von Nissen). Se cree que en su estado completo, el Notenbuch contenía un total de sesenta y cuatro piezas, incluidos ejercicios y composiciones inacabadas, de las que cincuenta y dos se hallan en las treinta y seis páginas del cuaderno que han llegado hasta nosotros.
Wolfgang Plath (1982) ha deducido la existencia de cinco escribas, a partir de un estudio de las caligrafías que aparecen en el Notenbuch. Además de Leopold y Wolfgang, se han identificado tres escribas anónimos de Salzburgo, conocios como Anonymous I, Anonymous II y Anonymous III. Los números 58 y 61, a pesar de hallarse en las cuatro páginas perdidas, son conocidas únicamente por el material de Nissen; Plath asumió que esas dos piezas fueron copiadas por Leopold, que es responsable de más de la mitad de los contenidos del Notenbuch.
El Notenbuch propicia evidencias de la colaboración que se dio entre el joven Wolfgang y su padre. Por ejemplo, el número 48 es un arreglo del tercer movimiento de la Serenata en re mayor de Leopold, pero el trío aparece también como Menuetto II en la Sonata para violín n.º 1 (KV 6).
El Notenbuch es empleado en la actualidad, asimismo, para demostrar la proximidad que Leopold sentía por la enseñanza de la música. Las tablas de intervalos muestran que impartió teoría de la música a su hijo desde el principio. Parece que también le enseñó composición desde el primer momento, por medio de darle una línea de bajo, una melodía para ser variada, un fragmento de una melodía para que lo continuase, y un modelo estructural.
Las primeras composiciones de Wolfgang están escritas por la mano de Leopold; las cordiales sugerencias de mejora del padre vendrían después.

## Composiciones de Wolfgang Amadeus Mozart presentes en elNotenbuch
El Notenbuch contiene las siguientes piezas de Wolfgang:

### Andante en do mayor, KV 1a
| Andante en do mayorⓘ |

Esta pieza de música fue probablemente la primera composición de Mozart. Es una pieza muy breve, compuesta solo por diez compases, y el padre del compositor, Leopold, anotó que ésta había sido compuesta por Wolfgang con tan solo cinco años de edad.
Suele ser interpretada en el clavicémbalo y está en la tonalidad de do mayor. La pieza se inicia con una frase de un solo compás de extensión, en compás de 3/4, que se repite. Una segunda frase modificada recibe el mismo tratamiento. El compás cambia entonces a 2/4 y, en los cuatro compases siguientes, Mozart vuelve a un estilo típicamente barroco. La pieza concluye con una sencilla cadencia auténtica.

### Allegro en do mayor, KV 1b
| Allegro en do mayorⓘ |

Se trata de una breve pieza para teclado, compuesta por doce compases. Fue puesta por escrito por el padre del compositor, Leopold, que anotó que Wolfgang tenía tan solo cinco años de edad cuando la compuso.
Suele ser interpretada en el clavicémbalo, y está escrita en la tonalidad de do mayor. Como indica el tempo, es una pieza rápida y viva y, al contrario que la KV 1a, no está basada en frases repetidas. Se inicia con una escala ascendente en la mano derecha, desde la dominante (sol) a la mediante (mi) en el primer y el tercer tiempos del compás, mientras que la mano izquierda añade un contrapunto en las partes débiles. Después de alcanzar un punto culminante, se despilega en una serie de notas negras y corcheas, acompañada por un bajo muy sencillo. Curiosamente, la cadencia final tiene lugar entre el octavo y el noveno compases: en los últimos cuatro compases, que ocupan un cuarto del total de la composición, Mozart introduce varios cambios sobre una triada de do mayor sin adornar.

### Allegro en fa mayor, KV 1c
| Allegro en fa mayorⓘ |

También muy breve, el KV 1c se desarrolla a lo largo de veintidós compases (incluyendo repeticiones). Fue compuesto por Wolfgang el 11 de diciembre de 1761 en Salzburgo.
Esta pieza fue escrita para clavicémbalo y es interpretada usualmente en este instrumento hoy en día, empleándose asimismo otros instrumentos de teclado. Este Allegro es la primera pieza que Wolfgang escribió en fa mayor. Como el KV 1b, se encuentra en un tempo rápido. Está escrito en forma binaria, con signos de repetición al final de cada sección: ||:A:||:BA:||, donde A y B constan cada una de cuatro compases. La música es sencilla y clásica en su estilo. Esta pieza ha sido comparada con un «alegre baile tradicional del sur de Alemania».

### Minueto en fa mayor, KV 1d
| Minueto en fa mayorⓘ |

Este minueto en fa mayor es otra pieza muy breve y está escrito en forma binaria. La primera sección tiene una extensión de tan solo ocho compases y la segunda sección de doce compases; ambas presentan barras de repetición. El KV 1d fue puesto por escrito por su padre, Leopold, cuando Wolfgang tenía cinco años de edad.
Fue compuesto para el clavicémbalo y se suele tocar en este instrumento, aunque también puede emplearse otros instrumentos de teclado. Esta danza de Mozart es la primera de que se tiene constancia en formato de minueto. Como minueto, es por definición elegante, majestuoso en el estilo y está escrito en compás de 3/4. Al igual que todas las piezas de Mozart incluidas en el Notenbuch, las influencias estilísticas más claras se encuentran en piezas que el pequeño Wolfgang estudiaba con Leopold Mozart y Georg Christoph Wagenseil.
Comprende varias frases, cada una de las cuales comienza con acordes, además de emplearse arpegios y tresillos.

### Minueto en sol mayor, KV 1e
| Minueto en sol mayorⓘ |

Una pieza extremadamente breve (solo dura treinta segundos), fue probablemente puesta por escrito por su padre, Leopold Mozart, ya que Wolfgang tenía cinco años de edad en ese momento.
Fue escrita para clavicémbalo de ahí que sea interpretada con frecuencia con este instrumento, aunque también pueden emplearse en su ejecución otros instrumentos de teclado. Este minueto en sol mayor está en la primera colección de obras de Mozart. Como minueto, es de tempo relativamente rápido, en compás de 3/4. A diferencia de su anterior composición, KV 1d, está menos influido por el estilo barroco.
Está constituido en su mayor parte por frases que se repiten: cada dos compases aparece una quinta descendente, después de interpretarse cuatro acordes, una melodía se construye con esta restricción. Cada frase presenta una extensión de ocho compases. En una armonía de dos partes, consta de tres secciones: exposición, un trío contrastante y reexposición.

### Minueto en do mayor, KV 1f
Pieza extremadamente breve (solo dura treinta segundos), fue probablemente puesta por escrito por su padre, Leopold Mozart, ya que Wolfgang tenía cinco años de edad en ese momento.
Está escrita para clavicémbalo de ahí que sea interpretada frecuentemente en este instrumento, aunque también pueden emplearse en su ejecución otros instrumentos de teclado. Este minueto en do mayor está en la primera colección de obras de Mozart. Como minueto, es de tempo relativamente rápido, en compás de 3/4. A diferencia de su anterior composición, KV 1d, está menos influido por el estilo barroco.
Está constituido en su mayor parte por frases que se repiten: cada dos compases aparece una quinta descendente, después de interpretarse cuatro acordes, una melodía se construye con esta restricción. Cada frase presenta una extensión de ocho compases. En una armonía de dos partes, consta de tres secciones: exposición, un trío contrastante y reexposición.

### Minueto en fa mayor, KV 2
Esta pieza, compuesta en Salzburgo en el mes de enero de 1762, consta de un motivo de un solo compás que es desarrollado en una exposición de ocho compases, que se repiten, para pasar a continuación a modular durante ocho compases, previos a una nueva repetición.
Se trata de una pieza muy breve (solo dura cuarenta y cinco segundos), fue probablemente puesta por escrito por su padre, Leopold Mozart, ya que Wolfgang tenía cinco años de edad en ese momento.
Está escrita para clavicémbalo de ahí que sea interpretada frecuentemente en este instrumento, aunque también pueden emplearse en su ejecución otros instrumentos de teclado. Este minueto en fa mayor está en la primera colección de obras de Mozart. Como minueto, es de tempo moderado, en compás de 3/4.

### Allegro en si bemol mayor, KV 3
Una pieza breve, de treinta compases de extensión, que fue probablemente puesta por escrito por su padre, Leopold Mozart, ya que Wolfgang tenía seis años de edad en ese momento.
Fue escrita para clavicémbalo, de ahí que sea interpretada con frecuencia con este instrumento, aunque también pueden emplearse en su ejecución otros instrumentos de teclado. Este allegro en si bemol mayor está en la primera colección de obras de Mozart. La pieza está escrita en compás de 2/4, presentando un comienzo anacrúsico y un final masculino o en parte fuerte. Como indica el tempo, es una pieza rápida y viva, y presenta una estructura ternaria ABA' (o forma lied), con tres frases, cada una de las cuales concluye con una barra de repetición, construidas a partir del motivo que aparece en el primer compás con anacrusa y primer tiempo del segundo compás.

### Minueto en fa mayor, KV 4
Esta pieza, compuesta en Salzburgo el 11 de mayo de 1762, consta de un primer motivo de un solo compás, que a aparece en la primera semifrase, formada por los cuatro primeros compases. A continuación, ya en los compases quinto y sexto, se presenta un nuevo motivo, derivado del primero, con el que se construye la segunda semifrase, la cual concluye con una semicadencia, haciéndose una flexión a la tonalidad de la dominante. Seguidamente, aparece una progresión por segundas ascendentes en la que se utiliza un motivo derivado también del primero. Ya en el compás 15, se produce la reexposición, que emplea los mismos motivos de la exposición pero adaptados a la nueva armonía, finalizando con una cadencia auténtica.
Está escrita para clavicémbalo de ahí que sea interpretada frecuentemente en este instrumento, aunque también pueden emplearse en su ejecución otros instrumentos de teclado. Este minueto en fa mayor está en la primera colección de obras de Mozart. Como minueto, es de tempo moderado, en compás de 3/4.

### Minueto en fa mayor, KV 5
Esta pieza, compuesta en Salzburgo el 5 de julio de 1762, consta de un primer motivo de dos compases, que genera todo el material motívico de la pieza. La primera semifrase coincide con los cuatro primeros compases de la obra; la segunda, construida con un motivo derivado por disminución del primero, se extendería desde el quinto compás hasta el décimo, concluyendo con una semicadencia, con la que se realiza una flexión a la tonalidad de la dominante. Seguidamente, aparece una progresión por segundas ascendentes, en la que se utiliza el primer motivo, y un pasaje similar a la segunda semifrase de la frase anterior, pero adaptados a la nueva armonía, finalizando con una cadencia auténtica.
Está escrita para clavicémbalo de ahí que sea interpretada frecuentemente en este instrumento, aunque también pueden emplearse en su ejecución otros instrumentos de teclado. Este minueto en fa mayor está en la primera colección de obras de Mozart. Como minueto, es de tempo moderado, en compás de 3/4.

### Allegro en do mayor, KV 5a
Una pieza breve, de cuarenta y cuatro compases de extensión, que fue probablemente puesta por escrito por su padre, Leopold Mozart, ya que Wolfgang tenía ocho años de edad en ese momento.
Fue escrita para clavicémbalo, de ahí que sea interpretada con frecuencia con este instrumento, aunque también pueden emplearse en su ejecución otros instrumentos de teclado. Este allegro en do mayor está en la primera colección de obras de Mozart. La pieza está escrita en compás de compasillo, presentando un comienzo tético y un final masculino o en parte fuerte. Como indica el tempo, es una pieza rápida y viva. De esta composición cabe destacar que es la primera en la Mozart hace uso del bajo de Alberti en el acompañamiento.

### Andante en si bemol mayor, KV 5b
| Andante en si bemol mayor (fragmento)ⓘ |

La última pieza superviviente en el Nannerl Notenbuch, de la que únicamente se conserva un fragmento de sesenta y un compases (incluidas repeticiones). Fue escrita para clavicémbalo, de ahí que sea interpretada con frecuencia con este instrumento, aunque también pueden emplearse en su ejecución otros instrumentos de teclado. Este andante en si bemol mayor está en la primera colección de obras de Mozart. La pieza está escrita en compás de 2/4, presentando un comienzo tético y predominando en ella el acompañamiento de bajo tambor. Como indica el tempo, es una pieza de velocidad moderada.

## Tabla de contenidos
La siguiente tabla resume los contenidos del Notenbuch.
| Número | Pieza                                | Copista       | Compositor                | KV | Comentarios adicionales | Notas |
| ------ | ------------------------------------ | ------------- | ------------------------- | -- | --- | --- |
| 1      | Minueto en do mayor                  | Anonymous I   | Nannerl                   | –  | – | – |
| 2      | Minueto en fa mayor                  | Anonymous I   | Nannerl                   | –  | – | – |
| 3      | Minueto en do mayor                  | Anonymous I   | Nannerl                   | –  | – | – |
| 4      | Minueto en sol mayor                 | Anonymous I   | Nannerl                   | –  | – | – |
| 5      | Minueto en fa mayor                  | Anonymous I   | Nannerl                   | –  | – | – |
| 6      | Minueto en fa mayor                  | Anonymous I   | Nannerl                   | –  | – | – |
| 7      | Minueto en re mayor                  | Anonymous I   | Nannerl                   | –  | – | – |
| 8      | Minueto en fa mayor                  | Anonymous I   | Nannerl                   | –  | Diese vorgehenden 8 Menuetten hat d. Wolfgangerl im 4ten Jahr gelernet (Wolfgang aprendió los ocho minuetos precedentes a sus cuatro años) | – |
| 9      | Minueto en la mayor                  | Leopold       | Nannerl                   | –  | – | – |
| 10     | Minueto en re mayor                  | Leopold       | Nannerl                   | –  | – | – |
| 11     | Minueto en fa mayor                  | Anonymous I   | Nannerl                   | –  | Disen Menuet und Trio hat dr Wolfgangerl den 26ten Januarij 1761 einen Tag vor seinem 5ten Jahr um halbe 10 Uhr in einer halben Stund gelernet (Wolfgang aprendió este minueto y trio en media hora alrededor de las 9:30 del 26 de enero de 1761, un día antes de su quinto cumpleaños) | – |
| 12     | Minueto en la mayor                  | Leopold       | Nannerl                   | –  | – | – |
| 13     | Minueto en la mayor                  | Leopold       | Nannerl                   | –  | – | – |
| 14     | Minueto en fa mayor                  | Leopold       | Nannerl                   | –  | – | – |
| 15     | Minueto en mi mayor                  | Leopold       | Nannerl                   | –  | – | – |
| 16     | Minueto en do mayor                  | Anonymous I   | Nannerl                   | –  | – | – |
| 17     | Minueto en fa mayor                  | Leopold       | Leopold                   | –  | – | – |
| 18     | Minueto en si bemol mayor            | Leopold       | Nannerl                   | –  | – | – |
| 19     | Minueto en fa mayor                  | Anonymous I   | Wolfgang                  | 32 | Diesen Menuet hat d. Wolfgangerl auch im vierten jahr seines alters gelernet (Wolfgang también aprendió este minueto cuando tenía cuatro años de edad) | KV 32 (Gallimathias musicum), n.º 14, es una versión orquestal de esta pieza. |
| 20     | Allegro en do mayor                  | Wolfgang      | Wolfgang                  | 5a | – | Probablemente añadido en 1764 |
| 21     | Minueto en do mayor                  | Anonymous II  | Nannerl                   | –  | – | – |
| 22     | Marcha en fa mayor (I)               | Anonymous I   | Nannerl                   | –  | den 4ten feb. 1761 vom Wolfgangerl gelernet Aprendido por Wolfgang el 4 de febrero de 1761 | – |
| 23     | Marcha en fa mayor (II)              | Leopold       | Nannerl                   | –  | – | – |
| 24     | Allegro en si bemol mayor            | Leopold       | Wolfgang                  | 8  | di Wolfgang Mozart à Paris le 21 Novb. 1763 de Wolfgang Mozart en París el 21 de noviembre de 1763 | Versión para piano del primer movimiento de la Sonata para violín n.º 3 en si bemol mayor, KV 8 |
| 25     | Andante en fa mayor                  | Leopold       | Wolfgang                  | 6  | – | Versión para piano del segundo movimiento de la Sonata para violín n.º 1 en do mayor, KV 6 Escrito probablemente en Bruselas en octubre de 1763                                                     |
| 26     | Minueto en do mayor                  | Leopold       | Wolfgang                  | 6  | – | Versión para piano del Minueto I del tercer movimiento de la Sonata para violín n.º 1 en do mayor, KV 6 Escrito probablemente en Bruselas en octubre de 1763                                        |
| 27     | Allegro en do mayor                  | Anonymous I   | Nannerl                   | –  | – | – |
| 28     | Allegro en fa mayor                  | Anonymous I   | Nannerl                   | –  | – | – |
| 29     | Pieza para piano en fa mayor         | Anonymous I   | Nannerl                   | –  | – | – |
| 30     | Allegro en do mayor                  | Anonymous I   | Nannerl                   | –  | – | – |
| 31     | Scherzo en do mayor                  | Anonymous I   | Georg Christoph Wagenseil | –  | del Sgr. Wagenseil (del señor Wagenseil) | – |
| 32     | Scherzo en fa mayor                  | Anonymous I   | Nannerl                   | –  | – | – |
| 33     | Allegro en fa mayor                  | Leopold       | Nannerl                   | –  | – | – |
| 34     | Allegro en do mayor                  | Leopold       | Nannerl                   | –  | – | – |
| 35     | Tempo di menuetto en fa mayor        | Anonymous II  | Nannerl                   | –  | – | – |
| 36     | Allegro moderato en fa mayor         | Anonymous I   | Nannerl                   | –  | – | – |
| 37     | Andante en si bemol mayor            | Leopold       | Nannerl                   | –  | – | – |
| 38     | Andante en do mayor                  | Leopold       | Nannerl                   | –  | – | – |
| 39     | Arietta con Variazioni en la mayor   | Anonymous III | Carl Philipp Emanuel Bach | –  | – | – |
| 40     | Allegro en do mayor                  | Leopold       | Nannerl                   | –  | – | – |
| 41     | Allegro en sol mayor                 | Leopold       | Nannerl                   | –  | – | – |
| 42     | Allegro en sol menor                 | Leopold       | Nannerl                   | –  | – | – |
| 43     | Presto en la mayor                   | Anonymous III | J. N. Tischer             | –  | – | – |
| 44     | Polonesa en fa mayor                 | Leopold       | Nannerl                   | –  | – | – |
| 45     | Allegro en mi menor                  | Leopold       | J. J. Agrell              | –  | – | – |
| 46     | Allegro en do mayor                  | Leopold       | Wolfgang                  | 6  | di Wolfgango Mozart d. 14 octob. (de Wolfgang Mozart el 14 de octubre) | Versión para piano del primer movimiento de la Sonata para violín n.º 1, KV 6 Compuesto Probablemente en Bruselas en 1763                                                                           |
| 47     | Minueto en re mayor                  | Leopold       | Wolfgang                  | 7  | di Wolfgango Mozart d. 30ten Novbr. 1763 à Paris (de Wolfgang Mozart en París en 1763) | Versión para piano del Minueto I de la Sonata para violín n.º 2 en re mayor, KV 7 |
| 48     | Minueto en fa mayor                  | Leopold       | Wolfgang                  | 6  | di Wolfgango Mozart d. 16ten Julÿ 1762 (de Wolfgang Mozart el 16 de julio de 1762) | Versión para piano del tercer movimiento de la Serenata en re mayor de Leopold y del Minueto II del tercer movimiento de la Sonata para violín n.º 1 en do mayor de Wolfgang Compuesto en Salzburgo |
| 49     | Minueto en fa mayor                  | Leopold       | Wolfgang                  | 4  | di Wolfgango Mozart d. 11ten Maÿ 1762 (de Wolfgang Mozart el 11 de mayo de 1762) | Minueto en fa mayor, KV 4 Compuesto en Salzburgo |
| 50     | Pieza para piano en sol mayor        | Leopold       | Nannerl                   | –  | – | Fragmento |
| 51     | Movimiento de concierto en sol mayor | Leopold       | Nannerl                   | –  | – | – |
| 52     | Cinco ejercicios técnicos            | Leopold       | Nannerl                   | –  | – | – |
| 53     | Minueto en do mayorⓘ                 | Leopold       | Wolfgang                  | 1a | – | – |
| 54     | Allegro en do mayorⓘ                 | Leopold       | Wolfgang                  | 1b | – | – |
| 55     | Allegro en fa mayor                  | Leopold       | Wolfgang                  | 1c | – | – |
| 56     | Minueto en fa mayor                  | Leopold       | Wolfgang                  | 1d | Menuetto del Sgr. Wolfgango Mozart 16.to Decembris 1761 (Minueto del Sr. Wolfgang Mozart el 16 de diciembre de 1761) | – |
| 57     | Tabla de intervalos                  | Leopold       | Nannerl                   | –  | – | – |
| 58     | Minueto en fa mayor                  | ¿Leopold?     | Wolfgang                  | 2  | – | Minueto en fa mayor, KV 2 |
| 59     | Allegro en si bemol mayor            | Leopold       | Wolfgang                  | 3  | del Sgr. Wolfgango Mozart 1762. d. 4ten Martij (del Sr. Wolfgang Mozart el 4 de marzo de 1762) | Allegro en si bemol mayor, KV 3 Compuesto en Salzburgo |
| 60     | Tres bajos continuos modulantes      | Leopold       | Nannerl                   | –  | – | – |
| 61     | Minueto en fa mayor                  | ¿Leopold?     | Wolfgang                  | 5  | 5. Juli 1762 5 de julio de 1762 | Minueto en fa mayor, KV 5 Compuesto en Salzburgo |
| 62     | Minueto en sol mayor                 | Wolfgang      | Wolfgang                  | 1e | – | Minueto en sol mayor, KV 1e Añadido probablemente en 1764 |
| 63     | Minueto en do mayor                  | Wolfgang      | Wolfgang                  | 1f | – | Minueto en do mayor, KV 1f Añadido probablemente en 1764 |
| 64     | Andante en si bemol mayor            | Wolfgang      | Wolfgang                  | 5b | – | Fragmento de un Andante en si bemol mayor, KV 5b (KV 9b en el catálogo K1) Añadido probablemente en 1764                                                                                            |